# 7,7-cm-leichte Kraftwagenflak L/27
Die 7,7-cm-leichte Kraftwagenflak L/27 war ein frühes selbstfahrendes Flugabwehrgeschütz des Deutschen Kaiserreichs und wurde im Ersten Weltkrieg eingesetzt.

## Entwicklung
Während des Deutsch-Französischen Krieges war Paris von den preußischen Truppen umzingelt. Die Franzosen versuchten, mithilfe von Fesselballons, Nachrichten und Vorräte in die belagerte Stadt hinein und hinaus zu schmuggeln. Als Reaktion darauf entwickelte die Friedrich Krupp AG eine 3,7-cm-Kanone auf einem Sockel, welcher auf einem zweiachsigen Pferdewagen montiert war. Die Kanone erhielt die Bezeichnung Ballonabwehrkanone (kurz: Bak) und war damit die erste mobile Flugabwehrkanone. Obwohl bereits im Italienisch-Türkischen Krieg und in den Balkankriegen bewaffnete Flugzeuge eingesetzt wurden, blieb die Bezeichnung Ballonabwehrkanone in Gebrauch. Im Ersten Weltkrieg wurde dieser Name durch Flugabwehrkanone (Flak) ersetzt.
Entwürfe für spezielle Flugabwehrgeschütze gab es bereits vor dem Ersten Weltkrieg, aber nur wenige davon waren im Einsatz. Die Idee, eines auf einem Lastkraftwagen montierten, selbstfahrenden Flugabwehrgeschützes gab es ebenfalls schon 1906. Davon wurden aber nur wenige gebaut. 1912 wurden sowohl Krupp als auch Rheinmetall damit beauftragt, Prototypen eines selbstfahrenden Flugabwehrgeschützes herzustellen. Der Entwurf, welcher 1913 getestet und zur Produktion freigegeben wurde, stammte von Krupp und wurde später als 7,7-cm-leichte Kraftwagenflak L/27 bekannt. Waffe, Lafetten und Fahrzeugaufbau blieben ähnlich, obwohl sie von Krupp und Rheinmetall produziert wurden und sich leicht unterschieden.

## Produktion
Von Krupp und Rheinmetall wurde 1911 je ein Geschütz auf Kraftwagen hergestellt und beim Kaisermanöver 1912 ausgiebig erprobt. Nach dem Manöver wurden je zwei weitere mobile Flakgeschütze bestellt. Aufgrund von Rohstoffmangel und der Priorisierung von Feldartillerie, wurde die Produktion nur in einem geringen Maße durchgeführt. Krupp und Rheinmetall stellten bis Kriegsende insgesamt 156 mobile Flugabwehrkanonen her.

## Technische Beschreibung

### 7,7-cm-leichte Kraftwagenflak L/27 (Kp)

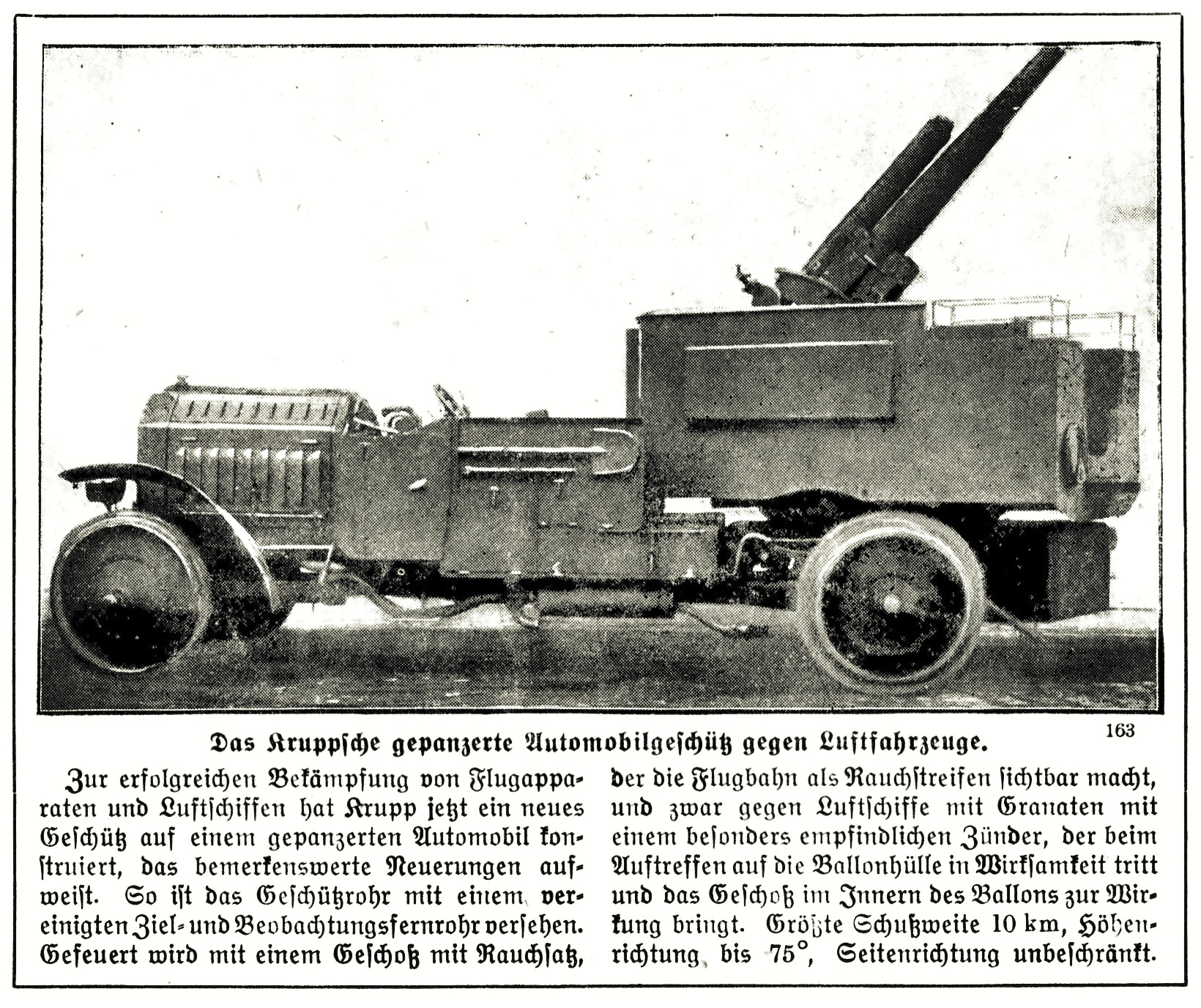
7,7-cm-leichte Kraftwagenflak L/27 „Krupp“, gut erkennbar ist der hintere, komplett schwenkbare Bereich

Das Geschützrohr der 7,7-cm-leichten Kraftwagenflak L/27 war ein Vollrohr mit einem halbselbstständigen Schubkurbelverschluss. Die wesentlichen Leistungsmerkmale waren mit der 7,7-cm-Feldkanone 96 n. A. identisch. Das Geschütz wurde auf einer Mittelpivotlafette montiert, welche aus einer Ober- und Unterlafette bestand. Die Unterlafette war auf einem Lastkraftwagen fest verschraubt. Die darauf sitzende Oberlafette war mithilfe eines Schneckenantriebes um 360 Winkelgrad schwenkbar. Durch einen sogenannten Mitnehmer konnte der gesamte hintere Mannschaftsstand mit gedreht werden. Dadurch blieb die Besatzung auch beim Drehen der Flak immer an der gleichen Position und musste sich nicht selbstständig mit der Flak drehen.
Die Rohrwiege war mit einem nach hinten verlegten Schildzapfen versehen. Dadurch konnte das Geschütz zwischen −5 Winkelgrad und +70 Winkelgrad in der Höhe gerichtet werden. Die Höhenrichtmaschine dafür befand sich auf der rechten Seite des Geschützes. Das Vordergewicht von Rohr und Wiege wurde durch einen Federausgleicher aufgehoben. Zusätzlich verfügte das Geschütz über eine Rückstoßbremse und einen Luftvorholer, welcher das Geschützrohr nach dem Feuern wieder in seine Ausgangsposition schob. Die Visiereinrichtung bestand aus einem Beobachtungs- und Zielfernrohr.
Bei der Fahrt mit dem Lastkraftwagen konnte das Geschütz mit dem drehbaren Mannschaftsstand mittels einer Zugvorrichtung verzurrt werden. Beide konnten gleichzeitig festgezurrt werden. Das Lösen der Verzurrung musste einzeln geschehen, erst das Geschütz und dann der Mannschaftsstand. Dadurch sollte die Feuerbereitschaft erhöht werden, indem das Geschütz vor dem Erreichen der Schussposition in der Höhe eingestellt werden konnte. Um die Entfernung einstellen zu können, gab es eine Entfernungstrommel. Diese verfügte über vier verschiedene Einteilungen für bestimmte Entfernungen. Diese wurde in Winkelgrad angezeigt und reichte von 0° (6300 m), 15° (5800 m), 30° (5300 m) und 50° (4800 m).
Der Kraftwagen 1911 von Daimler, auf dem das Geschütz montiert war, verfügte über einen Vierradantrieb und hatte vorn einen festen Aufbau mit Motor, zwei Sitzen (Kraftfahrer und Geschützführer), sowie Zubehör und 36 Granaten. Der hintere Teil bestand aus dem drehbaren Mannschaftsstand für die restliche Besatzung (Richtschütze und Ladeschütze) und für weitere 64 Granaten. Der Motor war durch eine Panzerhaube geschützt und verfügte über 38/70 PS. Die Räder bestanden aus Vollgummireifen. Für die Dauer des Feuerns konnte die Federung des Kraftwagens deaktiviert werden. Der Mannschaftsstand war bis zur Brusthöhe gepanzert und verfügte über vier Klappsitze für die Mannschaft.

### 7,7-cm-leichte Kraftwagenflak L/27 (Rh)

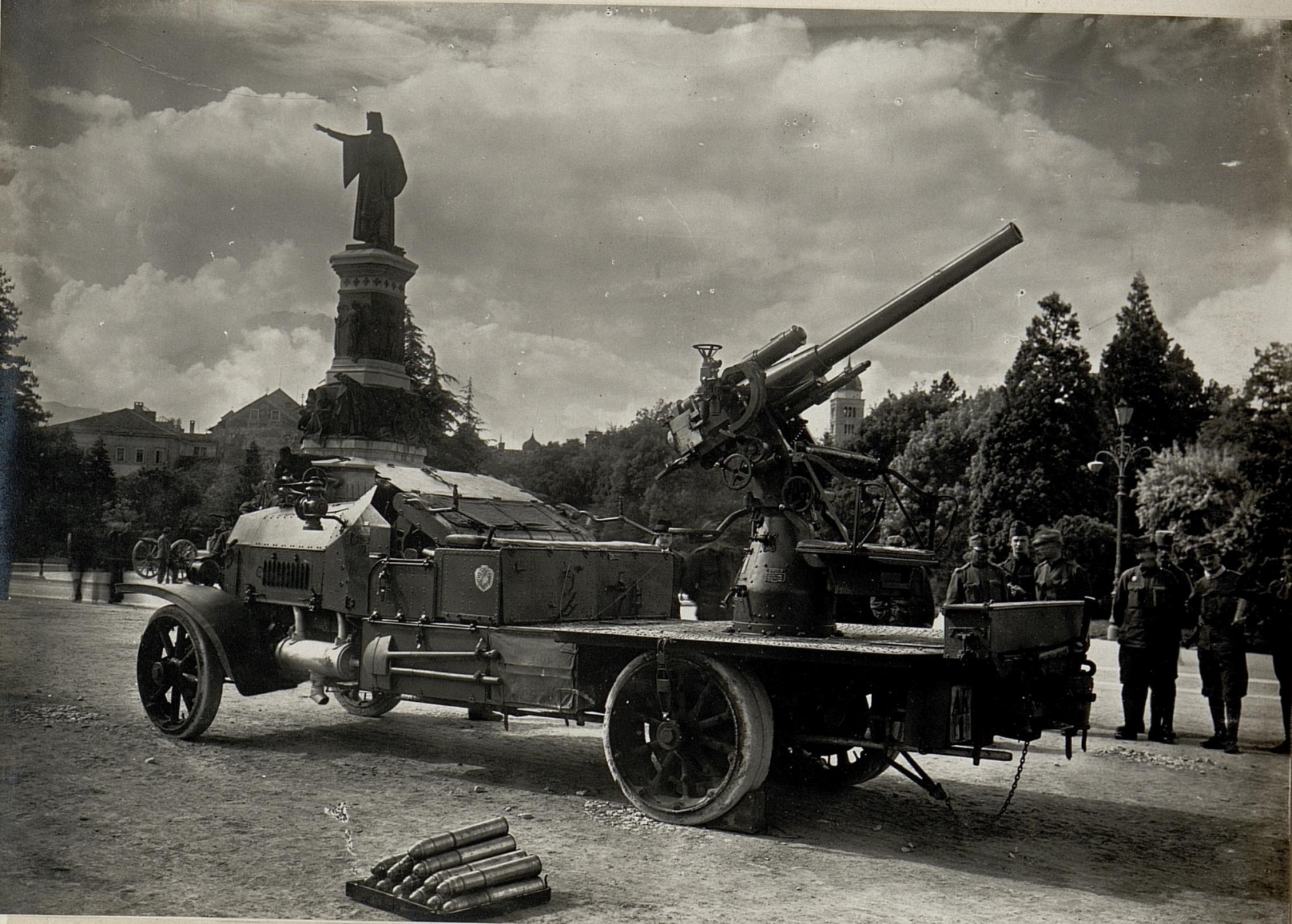
7,7-cm-leichte Kraftwagenflak L/27 „Rheinmetall“, 1916 von italienischen Truppen erbeutet

Das Geschütz bei der Version von Rheinmetall unterschied sich von Krupp nur geringfügig. Bei diesem Geschütz war der Federvorholer identisch mit dem der 10,5-cm-leichte Feldhaubitze 98/09. Hier waren die Schildzapfen der Rohrwiege im Schwerpunkt der schwingenden Teile angeordnet, wodurch eine Ausgleichvorrichtung überflüssig wurde. Die Visiereinrichtung der Flak von Rheinmetall bestand aus einem Rundblickfernrohr in der Mitte des Schildzapfens. Dadurch musste der Richtschütze seine Position beim Richten nicht verändern.
Der verwendete Kraftwagen stammte von Ehrhardt und verfügte über einen 60 PS Motor und Vierradantrieb. Um ein Einsinken des Kraftwagens zu verhindern, verfügten die Vorderräder über Verbreiterungsreifen. Motor, Getriebe, Rücken- und Seitenlehnen und die Munitionskästen waren mit einem leichten Panzerschutz versehen. Um beim Feuern das Schwanken des Wagens zu verringern und die Last von den Wagenfedern zu nehmen, wurden die Plattform und die Hinterachse durch zwei Spindeln verbunden. In den Munitionskästen konnten insgesamt 102 Granaten mitgeführt werden.

## Einsatz
Während des Kaisermanövers im Jahr 1912 wurde je eine L/27 von Krupp und Rheinmetall eingesetzt. Die Geschütze beeindruckten durch gute Leistungen und schnelle Verlegbarkeit. Die Hauptaufgabe der L/27 im Ersten Weltkrieg bestand darin, eine mobile Luftabwehr für Ziele wie Versorgungsdepots, Kommandozentralen und Brücken darzustellen. Zusätzlich zu ihrer Rolle als Flugabwehrkanone wurde die Flak im letzten Kriegsjahr häufig als Panzerabwehrkanone eingesetzt, da sie sich schnell von Ort zu Ort bewegen konnte, um alliierte Panzervorstöße abzuwehren. Die Fahrzeuge von beiden Herstellern erreichten dabei eine Geschwindigkeit von bis zu 40 km/h.